# Aldo Scribante Circuit
Der Aldo Scribante Race Circuit ist eine permanente Motorsportrennstrecke in der Nähe der Stadt Gqeberha (ehemals: Port Elizabeth) in Südafrika. Er wurde nach dem Motorsportförderer Aldo Scribante benannt, der einen wesentlichen Beitrag zur Deckung der Baukosten des Kurses bei dessen Erstellung leistete.

## Geschichte
Der 2494 Meter lange, asphaltierte Rundkurs mit acht Kurven und lediglich einer bis heute unveränderten Streckenvariante wurde in den 1970er Jahren erbaut. 1975 veranstaltete der Algoa Motor Sport Club (AMSC) das erste nationale Rennen auf der Strecke. Neben den nationalen Wettbewerben wird die Strecke auch von den in Südafrika ansässigen Firmen wie General Motors, Ford, Volkswagen, Bridgestone, Firestone, Good Year und Continental als Teststrecke genutzt. Die Region um Gqeberha ist Schwerpunkt der südafrikanischen Auto- und Zulieferindustrie und wird auch das „Detroit Südafrikas“ genannt. Der Aldo Scribante Circuit dient auch der Präsentation neuer Fahrzeugmodelle in Südafrika, mit entsprechenden Eventveranstaltungen der Firmen.

## Veranstaltungen
Aktuell (Stand 2024) starten neben zahlreichen lokalen Clubserien die Südafrikanische Tourenwagenserie, die Südafrikanische Langstreckenmeisterschaft, die Südafrikanische GT-Serie, die Südafrikanische Superbike Meisterschaft sowie der VW Polo Cup Südafrika auf dem Kurs.